# Brigitte Young
Brigitte Young (Groß Sankt Florian, Austria, 26 de mayo de 1946), es Profesora Emérita de economía política Internacional en el Instituto de Ciencia Política de la Universidad de Münster, Alemania. Sus áreas de investigación incluyen la globalización económica, la gobernanza global, la economía feminista, el comercio internacional, la gobernanza del mercado financiero global y la política monetaria. Ha trabajado en la UE, en los marcos regulatorios, la integración económica y monetaria europea y la heterodoxia económica. Es la autora de muchos artículos de revistas y libros en inglés y alemán sobre la crisis financiera Mundial de 2008-2009, la crisis de las hipotecas Subprime, la crisis europea de la deuda soberana, y el papel de Alemania y Francia en la resolución de la crisis del Euro.

## Biografía
Brigitte Young estudió de 1978 a 1982 en la Universidad de California, Santa Bárbara y la Universidad de California, Davis, y de 1984 a 1990 en la Universidad de Wisconsin-Madison. Después de obtener un doctorado en economía política internacional, se convirtió en profesora de la Universidad Wesleyana (1991-1997). Entre 1994 y 1995, Brigitte Young también fue investigadora en "Estudios alemanes y europeos" en la Escuela de Servicio Exterior de la Universidad de Georgetown. De 1997 a 1999 enseñó en el Instituto Otto Suhr de la Universidad Libre de Berlín. Allí obtuvo su Doctorado bajo Elmar Altvater sobre el tema de "Globalización y el régimen de género". En 1999 se convirtió en profesora de economía política internacional en el Instituto de Ciencias Políticas de la Universidad de Münster. Desde 2011 es profesora emérita de economía política internacional en el Instituto de Ciencias Políticas de la Universidad de Münster, Alemania.
Ha sido profesora invitada en Science Politique en París (2008/2009), Science-Politique en Lille (otoño de 2010), en la Warwick University, del Reino Unido (2011) y la Central European University, de Budapest (primavera de 2012).

## Participación en juntas, paneles y comités
Young ha trabajado extensamente como experta oficial y asesora científica de instituciones y comités estatales, como el Parlamento Alemán y la Comisión Europea. En 2000 fue nombrada experta por un período de dos años para la comisión Enquete del parlamento alemán sobre "La globalización y la economía mundial: desafíos y respuestas" (Globalisierung der Weltwirtschaft - Herausforderungen und Antworten). Además, ha sido miembro de la gran red de excelencia de la UE, "Gobernanza global, regionalización y regulación: el papel de la UE" (GARNET) con 47 universidades y grupos de expertos europeos, así como miembro del Consejo de Administración ( 2005-2010). 
En 2007, Young fue miembro de la Primera Comisión de Warwick sobre "El Régimen Comercial Multilateral" (2007), que tenía el mandato de presentar recomendaciones para que la Organización Mundial del Comercio concluyera la Ronda de Doha para el Desarrollo. En noviembre de 2011, Young fue nominada por el ministro de Asuntos Europeos de Renania del Norte-Westfalia, Alemania y la Universidad de Düsseldorf para asesorar al gobierno estatal sobre el impacto regional de la crisis del euro y trabajar en posibles recomendaciones para evitar una recesión económica. Además, ha trabajado para la Comisión Europea en varios proyectos como experta independiente y consultora en temas relacionados con la investigación innovadora sobre la crisis financiera de 2007-08 y la respuesta política. De 2010 a 2014 también fue delegada alemana en el proyecto EU-COST sobre "Riesgos sistémicos, crisis financieras y crédito". Young es también asesora científica del grupo de investigación multidisciplinario financiado por la UE FESSUD (Financialisation, Economy, Society and Sustainable Development) desde 2011.
Brigitte Young es miembro del consejo editorial de las revistas Journal of Economic Policy Reform, Internationalist Feminist Journal of Politics, y Global Governance. Además, es miembro del consejo científico de Attac.

## Publicaciones
Libros seleccionados
- 2014, Financial Cultures and Crisis Dynamics, (edited with Bob Jessop und Christoph Scherrer), London/New York: Routledge, ISBN 978-1138776043.

- 2014,  Financial Crisis: Causes, Policy responses, future Challenges. Outcomes of EU-funded research, European Commission, DG Research and Innovation. ISBN 978-92-79-36337-5.

- 2011, Questioning Financial Governance from a Feminist Perspective, (edited with Isabella Bakker and Diane Elson), London/New York: Routledge, ISBN 978-0415676700.

- 2010, Gender Knowledge and Knowledge Networks in International Political Economy (with Christoph Scherrer), Baden-Baden: Nomos, ISBN 978-3-8329-5238-9.

- 2007, The Political Economy of Trade in Services (GATS). Gender in EU and China. Baden-Baden: Nomos (In German: Die Politische Ökonomie des Dienstleistungsabkommens (GATS). Gender in EU und China), ISBN 978-3832926007.

- 2002, Global Governance. Gewerkschaften und NGOs – Akteure für Gerechtigkeit und Solidarität (Global Governance. Labor Unions and NGOs – Actors for Justice and Solidarity) (with Christopher Flavin, Christoph Scherrer and Klaus Zwickel), Hamburg: VSA, ISBN 978-3879758463.

- 2001, Gender, Globalization and Democratization (edited with Rita Mae Kelly, Jane H. Bayes and Mary Hawkesworth), Lanham/MD: Rowman and Littlefield Publ.
- 1999, Triumph of the Fatherland: German Unification and the Marginalization of Women, Ann Arbor/MI: The University of Michigan Press, ISBN 978-0472109487.

- 1983, Prospects for Soviet Grain Production, Boulder/CO: Westview Press, ISBN 978-0865319875.

Una selección de artículos en libros y revistas
- 2014: TTIP: The invisible Genderproblematique, Heinrich Böll Foundation, Berlin August 2014.
- 2014: Financial Stability as Imaginaries across Phases of Capitalism, Bob Jessop, Brigitte Young, Christoph Scherrer (eds), Financial Cultures and Crisis Dynamics, London/New York: Routledge, 145-161.
- 2014: The Power of German Ordoliberalism in the Eurozone Crisis Management, Daniel Daianu, Giorgio Basevi, Carlo D’Adda and Rajeesh Kumar (eds.), Eurozone Crisis and the Future of Europe, Houndmills: Palgrave Macmillan, 126-137.
- 2014: German Ordoliberalism as Agenda Setter for the Euro Crisis: Myth Trumps Reality, in: Journal of Comparative European Studies, Vol. 22:3: 276-287.
- 2013: Global Financial Regulation and Consumer Protection (with Dorothea Schäfer), in: Quarterly Journal of Economic Research, German Institute for Economics (DIW), eds. D. Schäfer, W. Semmler, B. Young,  Sustainable European Politics of Consolidation- Chances and Challenges, 82:4:2013: 45-56.
- 2013: Introduction: From the Dominance of the Financial Sector to a Sustainable European Politics of Consolidation (authors: D. Schäfer, W. Semmler, B. Young), in: Quarterly Journal of Economic Research, German Institute for Economics (DIW), ed. D. Schäfer, W. Semmler, B. Young, Sustainable European Politics of Consolidation- Chances and Challenges,  82:4:2013: 5-13.
- 2013: Reflections on Werner Bonefeld’s ‘Freedom and the Strong State: On German Ordoliberalism’ and the Continuing Importance of the Ideas of Ordoliberalism to Understand Germany’s (Contested) Role in Resolving the Euro Zone Crisis, (Volker Berghahn/Brigitte Young) In: New Political Economy, Vol. 18:5: 768-778.
- 2013: Financialization, Neoliberalism and the German Ordoliberalism in the EU-Crisis Management, in: Marcel Heires/Andreas Nölke, Politische Ökonomie der Finanzialisierung (The Political Economy of Financialization), Wiesbaden: Springer VS, 63-77.
- 2013: Ordoliberalism - Neoliberalism - Laissez-Faire-Liberalism, in: Joscha Wullweber, Antonia Graf, Maria Behrens (eds.), Theorien der Internationalen Politischen Ökonomie (Theories of International Political Economy). Wiesbaden: SpringerVS, 33-48.
- 2013: Between Expectations and Reality: A Critical Assessment of the G20 Financial Market and Economic Reforms, Special Issue: Hans-Jürgen Bieling, Tobias Haas, Julia Lux (Hrsg),  The International Political Economy after the World Financial Crisis, In: Zeitschrift für Außen- und Sicherheitspolitik, Vol. 6, Suppl. 1: 161-178 (in German).
- 2013: The Exclusion of Feminist Positions in the Euro Crisis-Regulation and its Impacts: A Feminist-Economic Explanation, in: M. Jansen, A. Röming, M. Rohde (eds.), Men Women Future. A Genderguide. A Special Edition for the Central Office for Political Education. München: Olzog Verlag, p. 189-208.
- 2013: Gender, debt, and the housing/financial crisis, Figart, Deborah M. and Tonia L. Warnecke, (eds.) Handbook of Research on Gender and Economic Life, Cheltenham, UK: Edward Elgar, 378-390.
- 2013: Structural Power and the Gender-Biases of the Technocratic Network Governance in Finance, in: Gülay Caglar, Elisabeth Prügl, Susanne Zwingel (eds.), Feminist Strategies in International Governance, New York/London: Routledge, pp. 267–282.
- 2013: Macroeconomic Links between Finance – Trade – Gender, in: Gabriele Wilde/Stefanie Friederich (eds.,) Disciplinary Focus, Gender and Gender Relations in Scientific Analysis, Münster: Westfälisches Dampfboot, 90-106 (in German).
- 2012: Global Financial Markets: Fairness and Justice, in: Klaus Kraemer, Sebastian Nessel (ed.). Entfesselte Finanzmärkte. Soziologische Analysen des Modernen Kapitalismus. Frankfurt: Campus, 387-402 (in German).
- 2012: Two Separate Worlds? Financial Economics and Gender Studies, in: Ingrid Kurz-Scherf/ Alexandra Scheele (in German: Zwei getrennte Welten? Finanzökonomie und Geschlechterforschung), Power or Economic Law? The Relationship between Crisis and Gender, Münster: Westfälisches Dampfboot,36-51.
- 2011: The European Sovereign Debt Crisis. Is Germany to Blame? In: German Politics and Society, Issue 98, Vol. 29:1 (Spring 2011), 1-24 (with Willi Semmler).
- 2011: The Role of Gender in Governance of the Financial Sector (with Helene Schuberth), in Brigitte Young, Isabella Bakker, and Diane Elson (eds): Questioning Financial Governance From a Feminist Perspective, London/New York: Routledge IAFFE Advances in Feminist Economics 2011: 132-154.
- 2011: "Neoliberalism." International Encyclopedia of Political Science. Ed. Bertrand Badie, Dirk Berg-Schlosser, and Leonardo Morlino. Thousand Oaks, CA: SAGE, 2011. 1677-80.
- 2011: Privatized Keynesianism, the financialization of daily-life and the debt trap (Der privatisierte Keynesianismus, die Finanzialisierung des alltäglichen Lebens und die Schuldenfalle, in: Oliver Kessler (Hrsg) Die Politische Ökonomie der Weltfinanzkrise, (The Political Economy of the World Financial Crisis) Wiesbaden: VS-Verlag. 2011: 15-36.
- 2010: Introduction: Gender Knowledge and Knowledge Networks in International Political Econony in: Brigitte Young/Christoph Scherrer (eds.)., Gender Knowledge and Knowledge Networks in International Economy, Baden-Baden: Nomos (mit Christoph Scherrer), pp. 9–17.
- 2010: From Microcredit to Microfinance to Inclusive Finance: A Response to Global Financial Openness, in: Geoffrey R.D. Underhill, Jasper Blom, Daniel Muegge (eds.), Global Financial Integration Thirty Years On, Cambridge: Cambridge University Press, 256-269.
- 2010: Lost in Temptation of Risk: Financial Market Liberalization, Financial Melt-Down and Policy Reactions (with Willi Semmler) 2010 in: Comparative European Politics, Vol. 8:3: 327-353.
- 2010: The Global Financial Meltdown and the Impact of Financial Governance on Gender (with Helene Schuberth), 2010: GARNET Policy Brief, Paris: Science Politique, 1-12

Una selección de artículos en la prensa popular
- Es gibt keinen Widerspruch zwischen dem Markt und einem sozialen Europa, Gegen Blende, 18. September 2012.
- The truth about the eurozone crisis, Public Service Europe, 20 September 2011
- What does Shareholder-Value Mean? In: Die Tageszeitung, March 8, 2004, pg. 16.
- Perspectives for Women after Cancun. In: Zweiwochendienst. Frauen and Politik. No. 201/2003: 14-15.
- Globalization – What To Do About It? (Globalisierung – Was Tun?, in: AEP Information, Feministische Zeitschrift für Politik und Gesellschaft, 4/2002: 7 – 9.
- Women as Economic Factor. Growth is female! In: Wirtschaftsspiegel,  September 1, 2002: 12-14.
- Economic Potential Women. Growth is female. In: Wirtschaftsreport Siegen,  12/2002: 2-6.